# 나얀타라
나얀타라(힌디어: नयनतारा, 영어: Nayantara, 1984년 11월 18일 ~ )는 인도의 배우, 모델이다.

## 출연 작품
- 라자 라니 (2013)
- 바라이 (2013)
- 그리쿠 비루두 (2013)